# Коронник сизий
Коронник сизий (Myiothlypis fraseri) — вид горобцеподібних птахів родини піснярових (Parulidae). Мешкає в Еквадорі і Перу. Його довгий час відносили до роду Коронник (Basileuterus), однак за результатами молекулярно-філогенетичного дослідження сизий коронник і низка інших видів були переведені до відновленого роду Myiothlypis

## Опис
Довжина птаха становить 14 см, вага 11-12 г. Довжина крила самця становить 6,6 см, довжина крила самиці 6,2-6,5 см. Голова і верхня частина тіла сизі, нижня частина тіла жовта. Тім'я чорне. Смуга на тімені у представників номінативного підвиду жовта, у представників підвиду M. f. ochraceicrista охриста.

## Підвиди
Виділяють два підвиди:
- M. f. ochraceicrista (Chapman, 1921) — західний Еквадор;
- M. f. fraseri (Sclater, PL, 1884) — південно-західний Еквадор, північно-західне Перу.

## Екологія і поведінка
Сизі коронники живуть в сухих тропічних лісах і чагарниках, на висоті до 1900 м над рівнем моря. Гніздо куполоподібне з бічним входом, розміщується на землі в ярах, сховане серед густої рослинності. В кладці 2-4 білих яйця, поцятковних червонуватими плямками. І самець, і самиця піклуються про пташенят.